# Великая Турецкая война
Великая Турецкая война (известная в турецкой историографии как «Война Священной лиги» [тур. Kutsal İttifak Savaşları]) — ряд военных конфликтов в 1683—1699 годах между Османской империей и союзом христианских европейских государств (т.н. Священной лигой), в который входили Священная Римская империя (Габсбургская Австрия), Речь Посполитая, Русское царство, Венецианская республика и Мальта. Французы не присоединились к Священной лиге, поскольку Франция согласилась возродить неформальный франко-турецкий альянс в 1673 году в обмен на признание Людовика XIV защитником католиков в османских владениях.
Великая Турецкая война завершилась потерей Османской империей Центральной Венгрии и Трансильвании и на время существенно ослабила турецкую военную мощь. В этой войне Османская империя впервые за всю историю пыталась инициировать мирные переговоры со своими противниками.
Помимо основной австро-турецкой войны, проходившей на Балканах, одновременно шли польско-турецкая (1683–1699), турецко-венецианская (1684—1699) и русско-турецкая (1686—1700) войны. В Западной Европе Франция начала франко-испанскую войну (1683—1684) и девятилетнюю войну Аугсбургской лиги.

## Причины войны

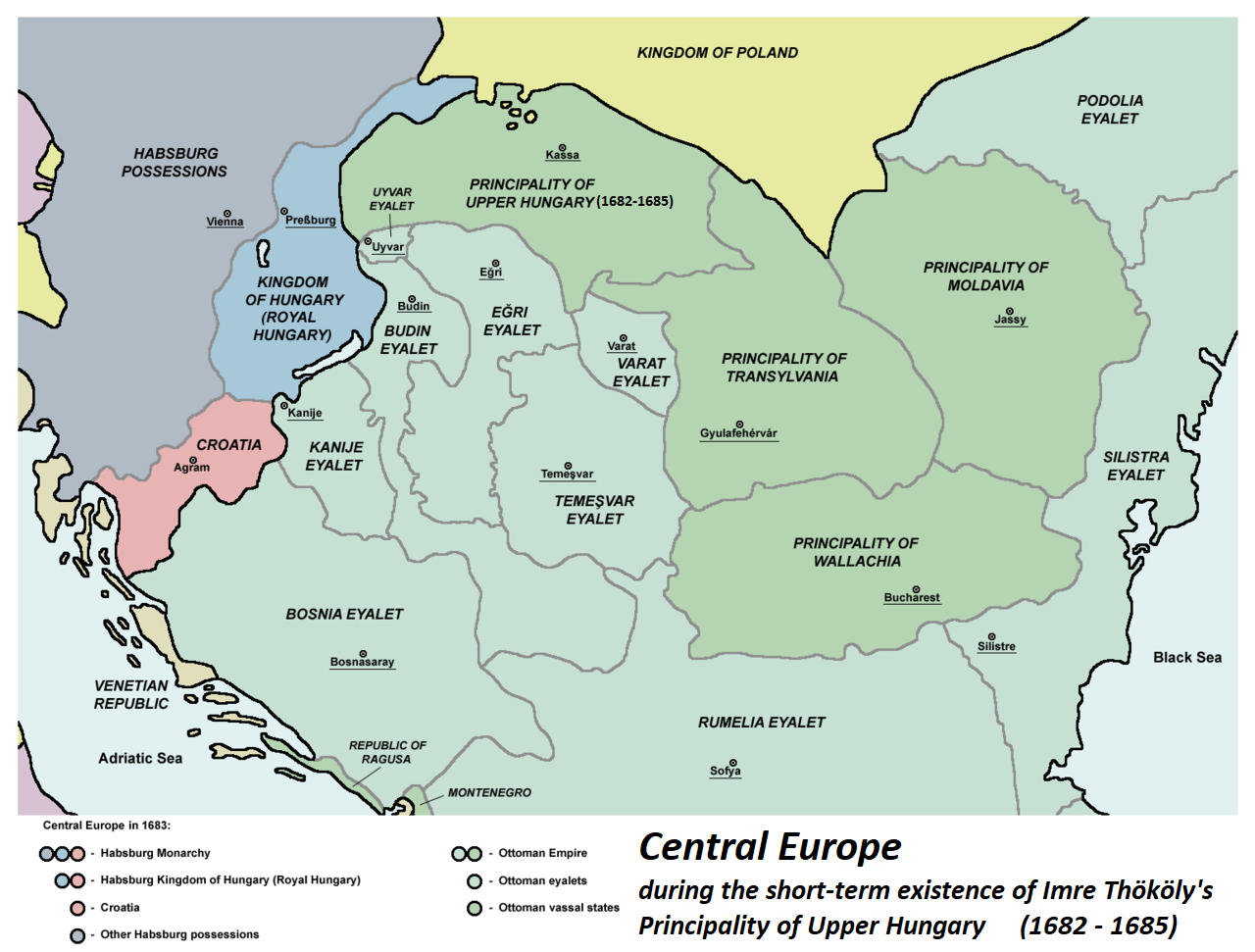
Границы государств в Центральной Европе к началу войны

В результате русско-польской войны 1654—1667 годов территория современной Украины оказалась разделённой между Русским царством и Речью Посполитой. Гетман Правобережной Украины Пётр Дорошенко, стремясь объединить под своей властью всю Украину, в 1666 году признал себя вассалом турецкого султана. Это привело к вовлечению Османской империи в события на Украине. В ответ на направление Речью Посполитой войск против турецкого вассала в 1672 году Османская империя начала против неё войну, по результатам которой получила Подолье. Изменение баланса сил в регионе вынудило вмешаться Россию, что привело к новой русско-турецкой войне, завершившейся подписанием в 1681 году 20-летнего перемирия в Бахчисарае.
Тем временем назревала напряжённость в разделённой на три части Венгрии. Император Леопольд I пытался заменить в «Королевской Венгрии» конституционное правительство на абсолютистское правление, а также активно проводил политику Контрреформации. Местным венграм-протестантам, которые были недовольны существующим положением дел, терпимость турок казалась предпочтительнее ксенофобии Габсбургов, и они пытались найти убежище в Трансильванском княжестве, которое было вассалом Османской империи. В 1678 году венгерский дворянин-кальвинист Имре Тёкёли был избран лидером протестантов и смог подчинить себе часть территории Верхней Венгрии. К этому времени Леопольд стал понимать, что его политика в Венгрии является контрпродуктивной, и в 1680 году заключил перемирие с Тёкёли, а в мае 1681 года собрал конгресс, на котором предложил в определённой мере восстановить местную автономию и создать условия религиозной терпимости. Тёкёли отказался посещать это собрание и отправил к турецкому султану обращение с просьбой о совместных действиях. В начале 1682 года Имре Тёкёли был признан вассалом Османской империи.
В 1684 году истекал срок действия Вашварского мирного договора между Габсбургами и Османской империей, и когда габсбургский посол прибыл для переговоров о его продлении, он обнаружил, что турки не готовы рассматривать этот вопрос. Располагая поддержкой Тёкёли, обеспечив мир с Русским государством и ослабив Речь Посполитую, турки решили, что находятся в выгодном положении для нанесения удара по Габсбургам.

## Ход войны

### Турецкое наступление
Турецкая армия выступила в поход в самое благоприятное для этого время года и 3 мая 1683 года находилась уже в Белграде. Вместе с армией был сам султан Мехмед IV. Вдоль Дуная двигались войска крымского хана, соединяясь по пути с силами Тёкёли.
Согласно первоначальному плану, великий визирь Мерзифонлу Кара Мустафа-паша должен был взять Дьёр, однако на совещании, которое проводили, пока армия становилась лагерем перед этой крепостью, Мустафа-паша заявил, что, поскольку крепость оказалась сильнее, чем предполагалось, то лучше двигаться прямо на Вену, а не терять войска при осаде Дьёра.
14 июля 1683 года турки начали артиллерийский обстрел Вены. На помощь Габсбургам срочно выступил король Речи Посполитой Ян Собеский, и 12 сентября 1683 года под его командованием союзная армия в составе австрийских, немецких и польских отрядов разгромило турецкую армию под Веной. Это поражение положило начало постепенному отступлению турок из Центральной Европы.
Французский король Людовик XIV воспользовался началом войны и возродил неформальный франко-турецкий альянс, чтобы расширить восточные границы Франции в войне против Испании 1683—1684 годов, взял и закрепил за собой Люксембург и Страсбург в рамках Регенсбургского перемирия.

### Наступление Священной лиги
В 1684 году была создана антитурецкая Священная лига в составе Австрии, Речи Посполитой и Венеции. После заключения в 1686 году Россией Вечного мира с Речью Посполитой она примкнула к Священной лиге.
В 1684 году австрийцы начали наступление в Венгрии: они взяли Вышеград и разбили османскую армию при Ваце, а затем осадили Буду, но после 109-дневной осады были вынуждены её прекратить. В 1685 году турки вернули Вац, но не смогли отвоевать Эстергом. Созданный лишь 20 лет назад эялет Уйвар был ими потерян навсегда. Тем временем в войну вступила Венецианская республика, и её войска начали захват Мореи.
Боевые действия против османов сопровождались информационной войной в европейских газетах, которые распространяли поддельные письма султана владыкам Европы, полные угроз и оскорблений.
Другим видом агитационных материалов были так называемые знамения и пророчества, «достоверно свидетельствующие» о скором падении Османской империи.
Кампания 1686 года оказала решающее влияние на судьбы Османской империи. 2 сентября пала Буда, а к зиме, когда турки отступили на зимние квартиры в Белград, австрийцы сумели расставить свои гарнизоны и в некоторых замках Трансильвании. Масштабы поражений 1686 года были столь велики, что впервые за всю историю Османская империя пыталась инициировать мирные переговоры со своими противниками, но это не вызвало никакого интереса с их стороны.

### Мятеж османских войск
Летом 1687 года великий визирь Сары Сулейман-паша находился с войсками в Белграде, когда пришло известие о том, что силы Священной лиги атакуют Осиек. Войска Лиги получили отпор, и турки начали преследовать отступавшие на север части противника, но 12 августа Сулейман-паша потерпел поражение в Мохачской битве (на том самом месте, на котором турки одержали знаменитую победу в 1526 году). Остатки турецкой армии отошли к Петроварадину, но во время переправы войск через Дунай для атаки крепости разразилась буря, и турецкие войска, взбунтовавшись, двинулись на Стамбул, чтобы передать свои жалобы султану. Своим кандидатом на пост командующего армией они предложили Сиявуш-пашу, губернатора Алеппо. Дойдя до Стамбула, войска свергли с престола Мехмеда IV и сделали новым султаном Сулеймана II.
Когда османская действующая армия снялась с фронта и ушла в Стамбул, гарнизоны крепостей оказались брошены на произвол судьбы и должны были сами справляться с осаждавшими их силами Священной лиги. В течение зимы 1687 года и в первые месяцы 1688 года Габсбурги одерживали победы на всём протяжении слабо защищённой границы и взяли Эгер.
В Стамбуле кризис зимних месяцев привёл к тому, что подготовка к кампании 1688 года была сорвана. Военная экономика Османской империи находилась в расстроенном состоянии. При посредничестве нидерландского посла была произведена попытка начать мирные переговоры, однако это не положило конца войне. Самым сильным ударом, который испытала Османская империя в 1688 году, стала потеря Белграда, который капитулировал 8 сентября. После взятия Белграда перед войсками Лиги открылась прямая дорога на Стамбул.
В это время на ход войны начали оказывать влияния события, происходящие далеко за пределами Османской империи. После победы австрийцев под Белградом Бурбоны начали беспокоиться, что их соперники Габсбурги станут слишком могущественными и в конечном итоге обратят свои силы против Франции.  Славная революция также вызывала беспокойство у французов, поскольку штатгальтер Соединённых провинций Вильгельм III Оранский был приглашен на английский трон. Поэтому 27 сентября 1688 года Людовик XIV вторгся в Курпфальц и осадил Филипсбург, тем самым нарушив перемирие 1684 года, согласно которому он клятвенно обещал в течение двадцати лет сохранять мир с императором Леопольдом. Начавшаяся Война Аугсбургской лиги отвлекла ресурсы Габсбургов от войны с Османской империей.

### Кампания 1689 года
Так как мирные переговоры шли не слишком успешно, султану Сулейману II пришлось сдержать свою клятву и встать во главе османских войск. Вместе с армией султан прибыл в Софию, где занимавший пост губернатора араб Реджеп-паша был назначен главнокомандующим. Французский посол блокировал любые попытки подписания мира между Османской империей и Священной лигой, взамен предлагая союз между Османской империей и Францией. Усмотрев в этом шанс восстановить былое величие, турки лишили себя открывшейся возможности заключить мир.
Когда турецкие войска в конце августа 1689 подошли к Белграду, то узнали, что впереди войска Лиги. Реджеп-паша приказал подчинённым преследовать противника, но тот изменил направление движения, и ночью преследователи попали под вражеский огонь, потеряли возможность маневрировать и, бросив тяжёлое снаряжение, вышли к Нишу, откуда стали отходить к Софии.
В конце сентября, воспользовавшись тем, что османские войска не смогли защитить мост через Нишаву, австрийские войска взяли Ниш. Падение города стало причиной казни Реджеп-паши. После взятия Ниша австрийцы открыли новый фронт в Валахии и продвинулись в направлении Бухареста, пока их не вытеснили силы господаря Константина Бранковяну. Австрийские войска совершали рейды по тылам Османской империи, проникая вплоть до Скопье.

### Кампании Фазыл Мустафы-паши
25 октября 1689 года состоялась встреча духовных иерархов Османской империи, которые пришли к заключению, что нужно вернуть на пост великого визиря Фазыл Мустафа-пашу, что и было сделано. Отказавшись от посреднических усилий, которые предлагали голландцы и англичане, новый великий визирь начал приготовления к новой военной кампании. Командование армией на австрийском фронте было поручено главнокомандующему янычарами Коджа Махмуд-аге. Были вызваны войска из Египта и других североафриканских провинций, была объявлена всеобщая мобилизация мусульманского населения империи. Радикальным решением стал призыв в войска оседлых и кочевых племён Анатолии и Румелии. В результате в 1690 году османская армия вновь начала одерживать победы.
Сначала после трёхдневной осады была взята крепость Пирот, лежащая юго-восточнее Ниша на дороге в Софию. Ниш сопротивлялся дольше, до сентября 1690 года. В начале 1690 года большая турецкая армия начала наступление не по дороге вдоль Нишавы, а другим путём — по долине Дуная, прикрытой цепью опорных пунктов. Были взяты Видин, Смедерево, Голубеч, а затем был осаждён и Белград, который пал 8 октября. Проливные дожди и зимняя погода не позволили главной турецкой армии продвинуться дальше вдоль Дуная, чтобы присоединиться к силам губернатора Боснии, осаждавшим Осиек. В рамках франко-турецкого альянса в Стамбул прибыли французские сапёры и артиллеристы, которые быстро восстановили Белградскую крепость. Единственной потерей Османской империи в 1690 году стала крепость Надьканижа в Венгрии.
Габсбурги изо всех сил старались вернуть Белград, а Фазыл Мустафа-паша планировал предупредить их, чтобы отрезать им пути к отступлению прежде, чем они смогут подойти к Белграду. Татары, которые должны были присоединиться к основной османской армии, ещё не прибыли, но великий визирь, изменив своей обычной рассудительности, решил не дожидаться их, так как в противном случае будет упущена столь благоприятная возможность. В результате, в произошедшей 19 августа 1691 года битве при Сланкамене османская армия была наголову разбита, а сам Фазыл Мустафа-паша убит шальной пулей. Османы беспорядочно отступили к Белграду, бросив артиллерию и армейскую казну.

### Трансильвания переходит на сторону Лиги
Поскольку османское присутствие в Венгрии ослабло, сюзеренитет Османской империи над Трансильванией стал более формальным, и в 1686 году все сословия княжества объявили о своём желании перейти под защиту Габсбургов, если те будут уважать свободу вероисповедания, а Михаю Апафи будет позволено остаться князем. В марте 1688 года эти условия были приняты. После того как в апреле 1690 года Апафи скончался, представители сословий в качестве преемника избрали его сына, но турки попытались возвести на трон Имре Тёкёли. Летом 1690 года он прибыл в Трансильванию с османскими войсками и господарем Валахии Константином Брынковяну и победил при Зэрнешти австрийскую и трансильванскую армии.
В 1691 Тёкёли был вытеснен австрийской армией, и к исходу этого года Трансильвания вновь признала своим сюзереном Габсбургов. Для Османской империи это означало открытие нового фронта в тот момент, когда её ресурсы были на исходе.

### 1692—1694 годы
Передовой базой австрийцев на дунайском фронте стал Петроварадин, расположенный всего в нескольких переходах от Белграда, и высшему командованию османской армии стало ясно, что ни о каком наступлении на север не может быть речи и нужно сосредоточить все усилия на удержании линии фронта на Дунае. В ноябре 1692 года, после того, как было принято решение временно прекратить дальнейшее восстановление и укрепление Белграда, турецкая армия вернулась в Эдирне.
Между тем англичане и голландцы продолжали предпринимать посреднические усилия. Австрийцы потребовали больших территориальных уступок. Шансы заключить мир сильно уменьшились, когда стало очевидно, что язык, на котором были изложены австрийские условия, был полон двусмысленностей. Когда английский и голландский посланники наконец сумели предстать перед визирями султана, то в ответ на австрийские предложения был выдвинут принцип uti possidetis (то есть каждая сторона оставляет за собой то, чем владеет на момент переговоров). Провалу посреднических усилий способствовало и соперничество между посланниками, которые представляли два разных государства, подчинявшиеся одному и тому же монарху — Вильгельму III.
На протяжении зимы 1692—1693 годов австрийские войска угрожали последним опорным пунктам в Трансильвании, ещё оставшимся у турок, и поэтому боевые действия кампании 1693 года были сосредоточены именно на этом фронте. Когда новый великий визирь Бозоклу Мустафа-паша повёл свою армию из Эдирне и, переправившись через Дунай, вошёл в Валахию, чтобы там соединиться с армией крымских татар, поступило известие о том, что крупные силы австрийцев осаждают Белград. Высшее командование Османской империи решило, что армия не может одновременно защищать Трансильванию и идти на выручку осаждённому Белграду. Приоритет был отдан Белграду, и войска (в том числе и татарские) двинулись на запад по берегу Дуная, перевозя артиллерию по реке. Известия о наступлении османской армии заставили австрийцев снять осаду.
В начале сентября 1694 года османская армия, которой командовал уже другой великий визирь — Сюрмели Али-паша, встала лагерем возле Петроварадина. Крепость была в осаде 22 дня, но когда Дунай вышел из берегов и затопил турецкие траншеи, от осады было решено отказаться, и османские войска отошли к Белграду. Борьба за эти две крепости зашла в тупик.

### Походы султана Мустафы II
7 февраля 1695 года умер султан Ахмед II и на трон взошёл Мустафа II, который решил сам возглавить армию. 9 августа он подошёл к Белграду, был собран военный совет, который должен был решить: возобновлять ли осаду Петроварадина или двигаться на север в направлении Тимишоары и попытаться отвоевать некоторые из трансильванских крепостей, расположенных на территории, оказавшейся в руках Габсбургов. Австрийцы использовали одну из них — крепость Липова — в качестве передовой базы для нападений на Тимишоару. Было решено, что если османские войска смогут отвоевать Липову, то у них в руках окажутся австрийские запасы продовольствия и снаряжения. Липова была успешно взята, и значительное количество хранившихся там запасов было перевезено в Тимишоару. Затем армия султана разбила при Лугоше корпус генерала Ветерани. Однако после победы султан Мустафа II не решился вторгаться в Трансильванию, так как с тыла подходила опоздавшая к сражению главная имперская армия Августа Сильного. Султан приказал разорить взятые Липову, Карансебеш и Лугош, а затем османская армия отступила за Дунай.
В 1696 году султан собирался направить армию на Белград, но известие о том, что австрийцы взяли в осаду Тимишоару, заставило его изменить свои планы и, переправившись через Дунай, двинуться на помощь этой крепости. В целом, кампания 1696 года оказалась безрезультатной для обеих сторон.
Во время кампании 1697 года султан Мустафа с армией 10 августа подошёл к Белграду. Среди командования возникли серьёзные разногласия относительно целей кампании: одни считали, что нужно укреплять позиции в Трансильвании, другие — что нужно двигаться вверх по Дунаю и атаковать Петроварадин. В итоге победила «трансильванская» точка зрения. Османская армия сумела форсировать без серьёзных потерь три реки, наголову разгромить австрийские силы на реке Тисе и взять замок Тигель, который они сровняли с землёй по причине невозможности оставления в нём гарнизона. Однако 11 сентября, когда сам султан Мустафа уже переправился на восточный берег Тисы, Евгений Савойский ударил по турецкой армии с тыла и разгромил её в сражении при Зенте.

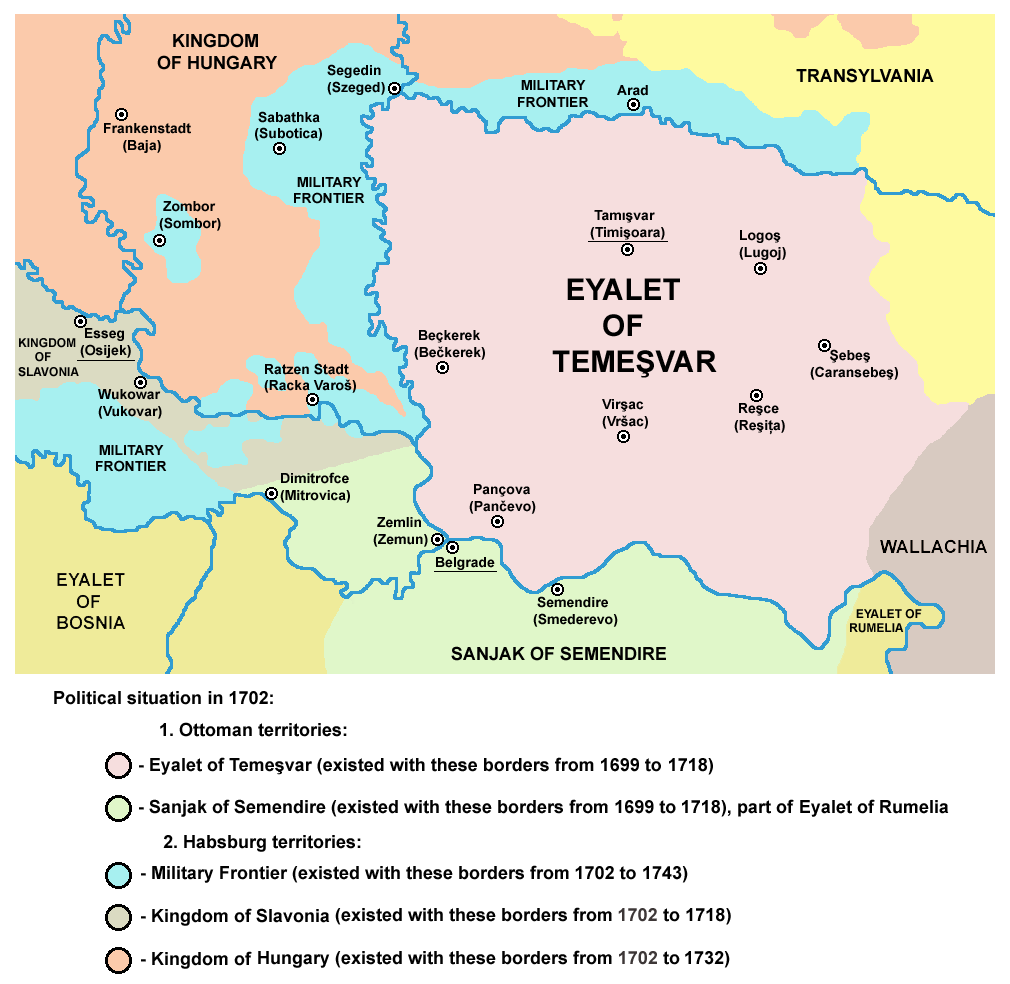
Границы после окончания войны

## Карловицкий мир
В 1697 году завершилась Война Аугсбургской лиги, и Габсбургам ничто не мешало бросить все свои силы против Османской империи. Однако участники Священной лиги понимали, что бездетный король Испании Карл II вот-вот умрёт, а это снова ввергнет Габсбургов в войну с Францией, поэтому обе стороны форсировали мирные переговоры. Несмотря на ведение переговоров, боевые действия продолжались в 1698 году: крымские татары наносили беспокоящие удары по австрийским позициям и совершали набеги на Польшу.
Вначале турки собирались заключить мир только с Австрией, а не со всеми членами Священной лиги, но по настоянию английского посланника изменили своё решение. В итоге 26 января 1699 года был подписан Карловицкий мир, по условиям которого Османская империя навсегда лишалась значительной части европейских территорий. Османы уступили Габсбургам Венгрию и Трансильванию (за исключением Баната), Речи Посполитой, в обмен на её обещание не вмешиваться в дела Молдавии, — Подолию, Венеции — владения на Пелопоннесе и опорные пункты в Далмации. С Русским государством было подписано двухлетнее перемирие.